# Аполлон (Мікеланджело)
«Аполлон» (італ. David-Apollo, Apollo-David; також «Давид-Аполлон», «Аполлон-Давид») — незавершена мармурова статуя, авторство якої приписується італійському скульптору і художнику Мікеланджело Буонарроті, яка датується приблизно 1530 роком. Першопочатково це мала бути статуя «Давида», тому часом її ще називають «Давид-Аполлон» чи «Аполлон-Давид». Зберігається у  Національному музеї Барджелло, Флоренція, Італія.

## Історія
У «Життєписах…» Вазарі згадується, що після падіння Флорентійської республіки, Мікеланджело хотів здобути прихильність папського комісара Баччо Валорі, який мав наказ від папи Климента VII арештовувати учасників оборони Флоренції, до яких належав і Мікеланджело, і тому він почав різьбити «мармурову статую розміром у три лікті, яка зображає Аполлона, що виймає стрілу з сагайдака. Вона стоїть тепер у кімнаті герцога флорентійського, чудова річ, хоч і не закінчена остаточно». Сімондз, британський історик культури, зауважив, що судячи з пізнішого листування від Валорі з Риму є причини «вірити, що цей чоловік [Валорі] дійсно зацікавився великим митцем», а оскільки навіть Бенедетто Варкі стверджував, що Валорі був «менш жорстоким, ніж інші палескі, роблячи багато і значних послуг деяким людям по доброті, а для інших за гроші», то Сімондз вважає, що нема підстав думати, що Мікеланджело цим хотів тільки прислужитися.
Можливо, Мікеланджело переробив статую «Давид» (1526 рік), яка призначалася для якоїсь із ніш капели Медічі, але на думку Сімондза можна «з певною ймовірністю припустити, що, зневірившись завершити свій великий проєкт гробниці Юлія, він [Мікеланджело] використав одного з запланованих полонених для свого подарунка всевладному візиру[Валорі] тиранів Медічі». Британський дослідник не погоджується з Вазарі щодо дії з виймання «стріли з сагайдака» статуєю, на його думку, ця статуя має бути в одній групі з «Луврськими» рабами («Раб, що рве пута», «Вмираючий раб»), адже вона на них «надзвичайно схожа за почуттям і дизайном». Схоже Мікеланджело залишив її у незавершеному стані, коли поїхав до Риму, і статуя ввійшла до приватної колекції Козімо I Медічі, де у записах 1553 року вона була занесена як статуя «Давида».
Пізніше статую перемістили до садів Боболі, де вона «багато років [стояла] занедбаною у [амфі]театрі». 1824 року її перевезли до Уфіцці, а пізніше — в колекцію в Барджелло.

## Опис
Статуя зображує оголеного хлопця, який закинув ліву руку високо на праве плече, одночасно повернувши і трохи схиливши голову (і верхню частину тіла) наліво. Права рука — витягнута вздовж тіла і розслаблена. Тіло при цьому трохи відхиляється назад, права нога зігнута у коліні, розташована на підвищенні, а ліва — витягнута прямо. Цей контрапост ускладнений різким поворотом верхньої частини тулуба, що збільшує кількість можливих точок для огляду скульптури. Позаду статуї є стовбур дерева для опори. Підвищення під ногою могло плануватися під голову Голіафа, якщо зображений хлопець — Давид.
Сильний рух голови вліво контрастує з надзвичайною прямою правою рукою. Під іншим кутом ліва рука наче ізолює верхню частину тіла від нижньої, створюючи характерний динамічний ефект, характерний для «маньєризму».
Сімондз так описує твір:
|  | Цей благородний твір скульптури ілюструє впевненість і свободу руки майстра. Хоча бракує останніх штрихів різця, кожна кінцівка тремтить і бугрить від життя. Здається, що мармур перетворюється на плоть під штрихованими лініями, що залишилися на його поверхні. Поза юного бога, сповненого сили і жилавого, викликає не менше захоплення зухвалістю, ніж легкістю і свободою. Оригінальний текст (англ.) This noble piece of sculpture illustrates the certainty and freedom of the master's hand. Though the last touches of the chisel are lacking, every limb palpitates and undulates with life. The marble seems to be growing into flesh beneath the hatched lines left upon its surface. The pose of the young god, full of strength and sinewy, is no less admirable for audacity than for ease and freedom. |

Цей «Давид» разюче відрізняється від більш відомого, спортивного та молодого «Давид» Мікеланджело. Замість демонстрації потенційної сили та внутрішнього гніву біблійного героя тут читається меланхолія чи докори сумління за його криваву дію проти Голіафа. Поза могла виражати приховану, але глибоку ворожість скульптора проти завойовників Флоренції, хоча робота над статуєю припинилася разом із політичною зміною влади.

## Галерея

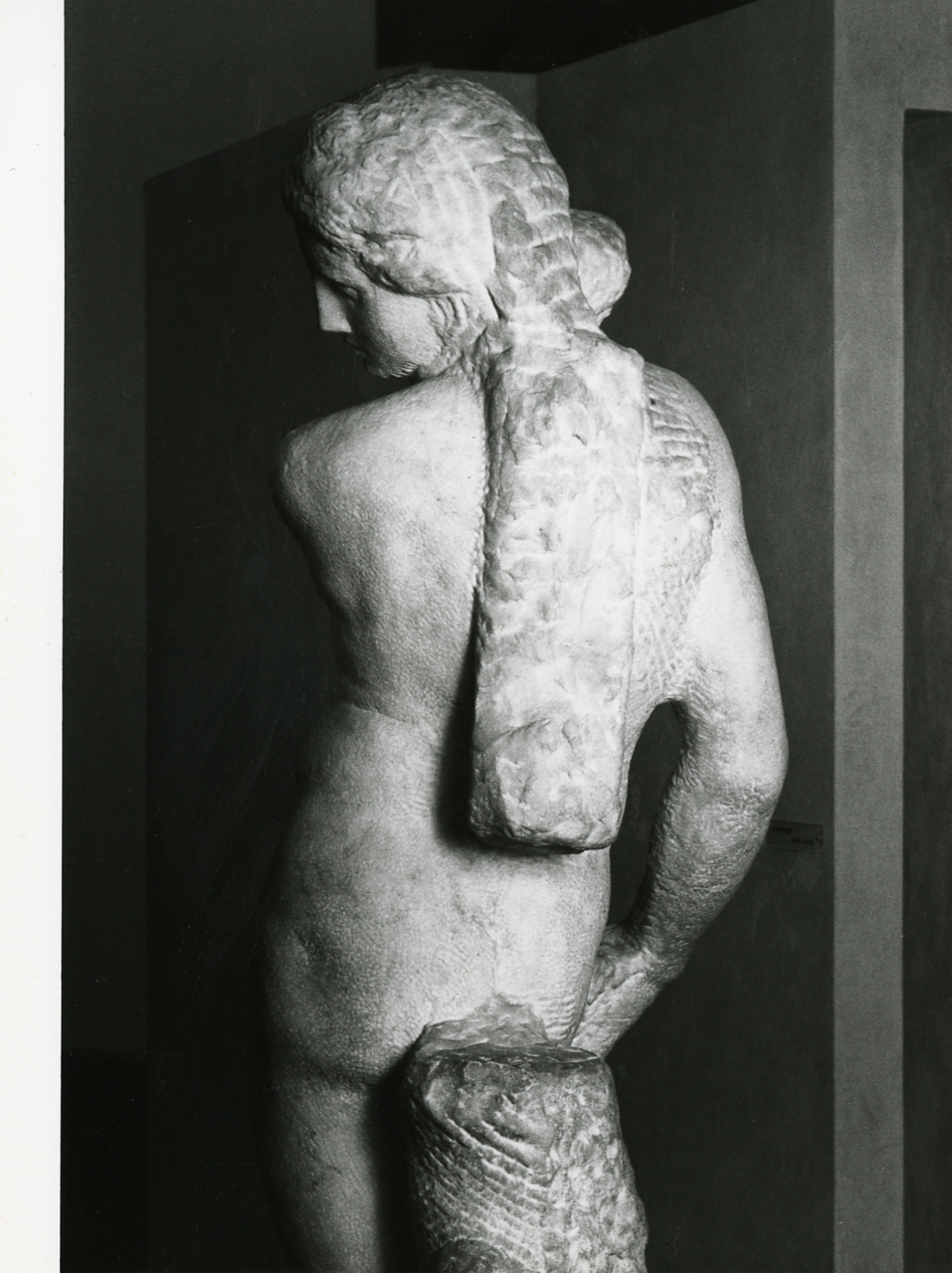
Вид ззаду. Фото Паоло Монті, 1981
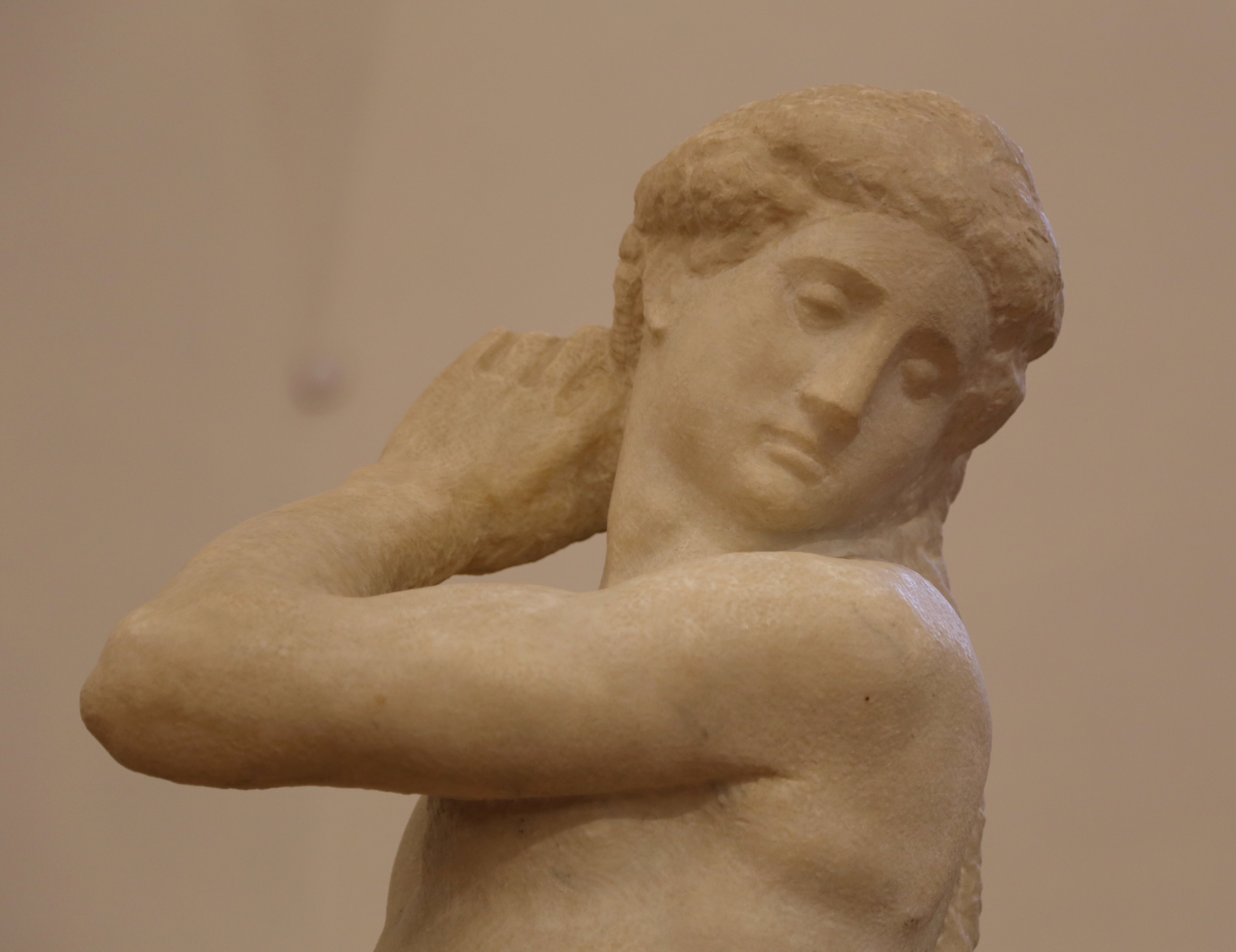
Деталь
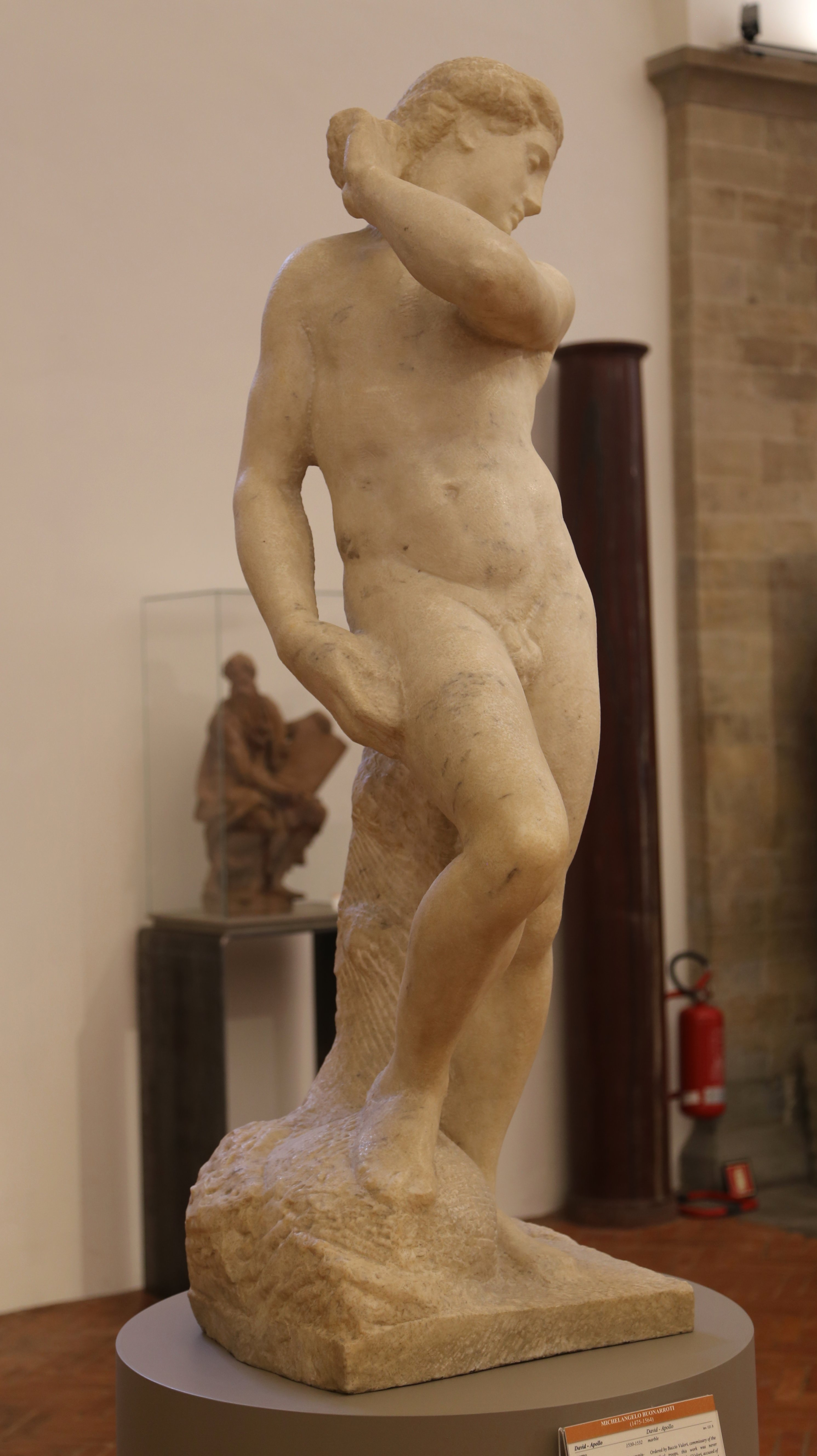
Вид спереду
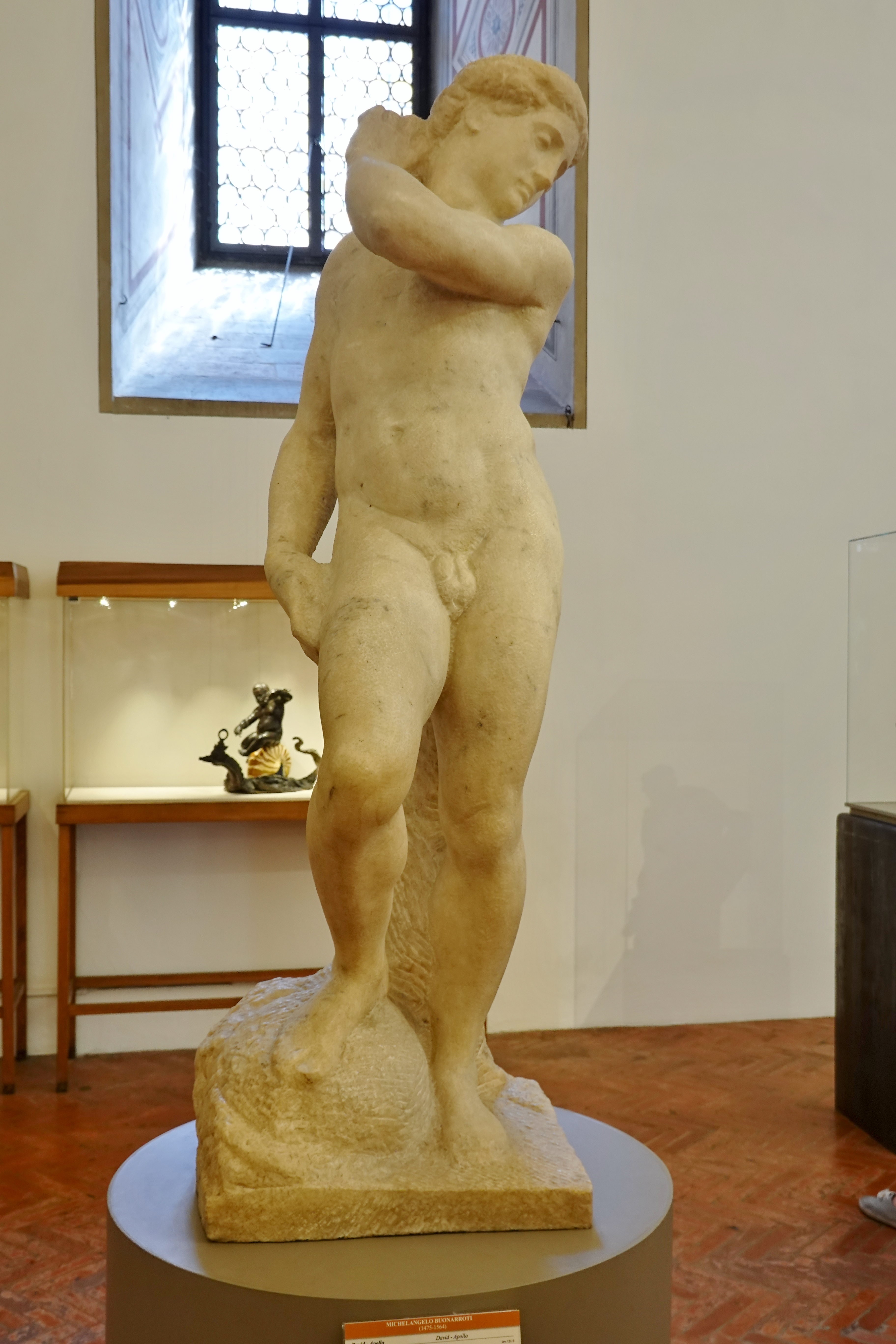
Вид спереду

## Виноски
1. ↑  Микеланджело. Поэзия. Письма, 1983, с. 22.
2. ↑  Вазарі, 1970, с. 349.
3. ↑  Вазарі, 1970, с. 503.
4. ↑  Вазарі, 1970, с. 350.
5. ↑  Symonds, vol.1, 1925, с. 446.
6. ↑  Вазарі, 1970, с. 503—504.
7. ↑  Symonds, vol.1, 1925, с. 445—446.
8. 1 2 3  Symonds, vol.1, 1925, с. 445.
9. ↑  Heusinger, cit., pg. 303.